# Biswanath Chariali
Biswanath Chariali är en ort i Indien.   Den ligger i distriktet Sontipur och delstaten Assam, i den östra delen av landet, 1 600 km öster om huvudstaden New Delhi. Biswanath Chariali ligger 86 meter över havet och antalet invånare är 18 451.
Terrängen runt Biswanath Chariali är mycket platt. Runt Biswanath Chariali är det tätbefolkat, med 297 invånare per kvadratkilometer. Det finns inga andra samhällen i närheten. Trakten runt Biswanath Chariali består till största delen av jordbruksmark.